# 甲州街道 (街道をゆく)
- 街道をゆく > 甲州街道、長州路ほか > 甲州街道 (街道をゆく)

『甲州街道』（こうしゅうかいどう）は、司馬遼太郎の紀行文集『街道をゆく』の第1巻第3章。「週刊朝日」の1971年3月12日号から4月9日号に連載された。訪れた時期は1970年5月23日（土曜日）。

## 対象地域および行程など
- 対象地域

東京都（八王子市）から甲州街道小仏峠まで
- 登場する同行者
  - 編集部のH（橋本申一）
  - 比尾根かをる（キリスト教神学者の女性）
  - 河合重子（八王子の履物屋の女主人。徳川慶喜研究家）

- 全行程

八王子（八日町）→大垂水峠→（小仏峠）手前→八王子
- 関連司馬作品
  - 最後の将軍

## 武蔵のくに

### 話題
1. 武蔵国の広さ
2. 坂東武者の由来
3. 武蔵国の海岸線の荒蕪。八王子のほうが農耕に適す。律令制の国府も府中市にあった。
4. 坂東人の特徴
5. 南朝鮮の任那（慶尚南道金海。弁韓）から崇神王朝が来たという説
6. 663年、白村江の戦いに敗れた百済から我が国に多くの移民（東国に二千余人）

### 登場人物
- 歴史上の人物
  - 太田道灌
  - 足利義政（銀閣寺）
  - 後土御門天皇
  - 藤原道長
  - 崇神天皇
  - 桓武天皇
  - 清和天皇
  - 近藤勇
- 話題になった人物
  - 須田剋太画伯

### 地名
- 甲州街道
- 八王子
- 武蔵国
- 江戸
- 多摩川
- 府中
- 小仏峠
- 熊谷
- 大和
- 河内
- 摂津
- 山城
- 箱根山
- 弁韓
- 伽羅
- 百済
- 新羅
- 高句麗
- 満州
- 神崎（近江、百済から四百余人移住）
- 美濃
- 遠江
- 上総

### 書名
- 紅塵灰集(後土御門天皇）
- 更級日記

## 甲州街道

### 話題
1. 広すぎる関八州を充填するにはよほどの英雄でなくてはつとまらない
2. 秀吉の命で家康が三河から新天地の関八州へ移し替えさせられた経緯
3. 関八州を、江戸を中心に治めることの利点
4. 家康が江戸に入った頃の様子
5. 八王子に落武者たちが集まってきたわけ
6. 八王子千人同心について
7. 甲州街道沿いの農民あがりの新撰組や屯田兵が幕府瓦解時に身を挺して戦ったこと

### 登場人物
- 歴史上の人物
  - 北条氏
  - 上杉謙信
  - 武田信玄
  - 北条早雲
  - 徳川家康
  - 豊臣秀吉
  - 奥州藤原氏
  - 大内氏
  - 上杉氏
  - 長宗我部氏
  - 内藤氏
  - 太田道灌
  - 本多正信
  - 横山党
  - 北条氏照
  - 上杉景勝
  - 前田利家
  - 十返舎一九
  - 三田村鳶魚
  - 近藤勇
  - 土方歳三
  - 沖田総司

### 地名
小田原/越後/甲州/関八州/伊勢/箱根/石垣山/三河/相州/山口/春日山/岡豊/摂津国生玉郡/
日本橋/内藤新宿/三河/平川/日比谷/桜田/横山（横山党）
/甲斐/小仏峠/松前

### 書名
- 落穂集
- 更級日記
- 慶長見聞集
- 東海道中膝栗毛

## 慶喜のこと

### 話題
1. 旧幕イデオロギー
  1. 江戸っ子気質（三菱の電気製品は買わない）
  2. アームストロング砲
  3. 江戸文化（久保田万太郎：「大阪には松杉を植える気にはならない」）
2. 比尾根かをる、河合重子と道中、徳川慶喜の話に終始
3. 八王子千人同心、新撰組が誕生した八王子

### 行程
甲州街道（「江戸から十二里」）

### 登場人物
- 歴史上の人物
  - 西郷隆盛
  - 岩崎弥太郎
  - 鍋島閑叟
  - 田中久重（東芝創業者）
  - 松下幸之助
  - 久保田万太郎
  - 三田村鳶魚
  - 徳川慶喜
  - 十返舎一九
- 話題になった人物
  - 司馬の祖父（断髪令に抵抗し、西洋化を拒否した「妙な」人）
- 市井の人
  - H（比尾根かをる）
  - K（河合重子。旧制女学校から東京女子大学国史科へ進学、徳川慶喜を研究）

### 関連司馬作品
- アームストロング砲（短編）
- 最後の将軍

### 地名
- 吉原
- 多摩
- 大阪
- 江戸
- 上賀茂
- 高雄
- 鞍馬
- 八瀬大原
- 小仏峠

### 書名
- 新潮・日本文学小辞典

## 小仏峠

### 話題
1. 八王子のように山脚の指のまたにあるような街は、山城の鞍馬や高雄と同様に文化や精神の貯蔵にむいている
2. 旧宿場の表通りにあたる八日町にある商店街のにぎわい
3. 高尾山自然公園は昆虫の宝庫
4. 「賊」になるのを畏れた徳川慶喜（水戸史観）
5. 勝海舟が江戸の軍勢を各地に散らした

### 行程
八王子（八日町）
|
大ダルミ峠
| 道をまちがえ引き返す
駒木野
|
小仏峠 途中まで
|
八王子（八日町）

### 登場人物
- 歴史上の人物
  - 武田信玄
  - 豊臣秀吉
  - 近藤勇
  - 徳川慶喜
  - 勝海舟
  - 水戸徳川家
  - 小栗忠順
  - 榎本武揚
  - 大鳥圭介
  - 土方歳三
  - 永倉新八（明治後、杉村義衛）
  - 板垣退助
- 話題になった人物
  - 貝塚茂樹
  - 杉村義太郎
- 市井の人
  - 昆虫採集に来ていた3人の男（『壮漢』）

### 地名
- 相模湖
- 高尾山
- 高雄山
- 上野寛永寺 徳川慶喜が謹慎
- 箱根
- 遠州灘
- 蝦夷地（北海道）
- 日光
- 甲府（甲府城）
- 松前
- 勝沼
- 流山
- 板橋

### 書名
- 新撰組永倉新八

## 武州の辺疆

### 話題
1. 峠道でワラビ採りの三人の老婆老爺に会う。秘密の場所にゼンマイがあるという話
2. 河合の徳川慶喜との出会いとその後の人生
  1. 女学校（東京府立第四高等女学校、現在の東京都立南多摩高等学校）1年のとき、学芸会で真山青果の「将軍江戸を去る」を観る。当時、河合は大政奉還ぐらいしか知らなかった。
  2. 上野図書館へ行って慶喜の本を探したこと。田中惣五郎の「最後の将軍・徳川慶喜」を見つけたこと
  3. 父に連れられて水戸まで行き、図書館で「徳川慶喜公伝」を見つけたときの喜び
  4. 神田の古本屋まで行って「徳川慶喜公伝」を買ったこと
  5. 1944年（昭和19年）に東京女子大学国史科に入学するも、幕末の書物がほとんどないことに失望
  6. 戦後、家業を継ぎ苦労したこと
3. 慶喜の絶対恭順の後半生について、司馬と河合で見方が異なる
4. 河合が一度も慶喜の夢を見たことがない

### 行程
小仏峠
|
八王子繁華街。コーヒー屋

### 登場人物
- 歴史上の人物
  - 徳川慶喜
  - 徳川斉昭（大奥や幕臣に不人気）
  - 高橋伊勢守（高橋泥舟）

### 地名
- 相模
- グルジア
- 萩
- 上野寛永寺の大慈院（慶喜が蟄居した場所）
- 水戸
- 神田
- 鳥羽
- 伏見

### 書名
- 最後の将軍・徳川慶喜（田中惣五郎）
- 『徳川慶喜公伝』八巻
- 戯曲徳川慶喜（食満南北）